# Euclides Sosa Aguiar

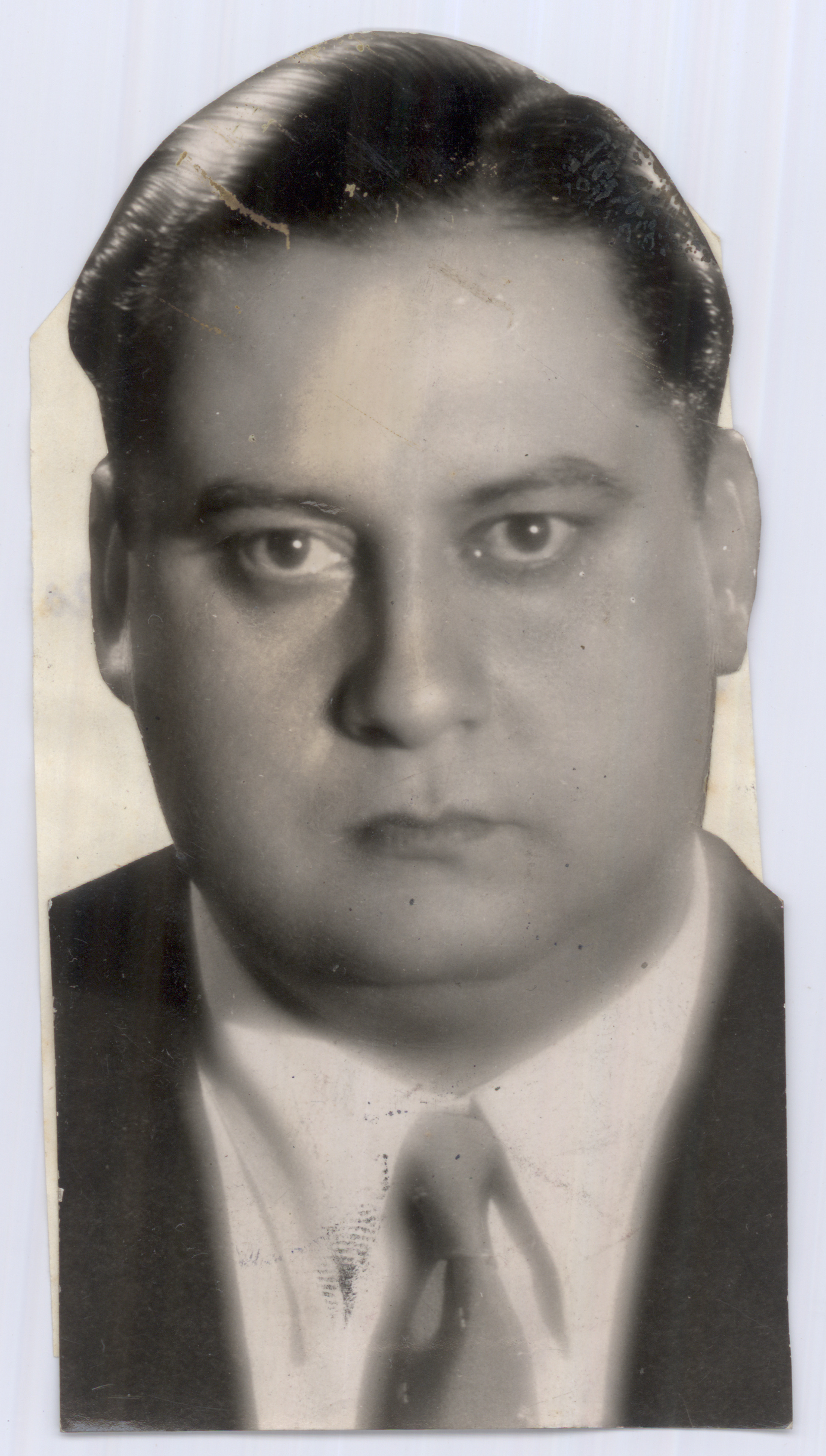
Euclides Sosa Aguiar

Euclides Sosa Aguiar war ein uruguayischer Politiker. 
Sosa Aguiar, der der Partido Colorado angehörte, war Mitglied der Asamblea Deliberante vom 31. März 1933, die nach der infolge des Putsches Gabriel Terras vorgenommenen Auflösung des Parlaments die Legislative ersetzte. Anschließend gehörte er für das Departamento Cerro Largo der am 25. Juni 1933 gewählten Asamblea Nacional Constituyente, der konstituierenden Nationalversammlung, an. Sosa Aguiar saß sodann in der 32. bis 36. Legislaturperiode vom 18. Mai 1934 bis zum 21. Februar 1942 und vom 14. Februar 1943 bis zum 22. Dezember 1952 als Abgeordneter für die Departamentos Cerro Largo (32.–34. LP) und Florida (35 und 36. LP) in der Cámara de Representantes. Währenddessen hatte er im Jahre 1941 das Amt des Kammerpräsidenten inne.